# Infoterra
 (août 2020).
Si vous disposez d'ouvrages ou d'articles de référence ou si vous connaissez des sites web de qualité traitant du thème abordé ici, merci de compléter l'article en donnant les références utiles à sa vérifiabilité et en les liant à la section « Notes et références ».
Infoterra, filiale à 100 % d'Airbus Defence & Space, est un fournisseur de produits et services d'observation de la Terre allant de l'acquisition de données et au traitement de ces données jusqu'aux services d'information géographique les plus sophistiqués.

## Stratégie
Avec plus de 550 salariés et des filiales en France (105 salariés) en Allemagne (Friedrichshafen, 130 salariés), en Espagne (30 salariés), en Hongrie (60 salariés) et au Royaume-Uni (300 salariés), Infoterra sert des clients très variés parmi lesquels de grandes sociétés internationales, des administrations nationales (ministère britannique de l'Agriculture, Sécurité civile et Cadastre en France…), et des collectivités locales dans toute l'Europe (pour la gestion du territoire, prévention et évaluation des risques ; services régionaux allemands de protection de la nature et de l’environnement), ainsi que des organisations telles que la Commission européenne, l'Agence spatiale européenne (ESA), l’Agence européenne pour l’environnement (EEA).
Infoterra est actif auprès de nombreux marchés, tels que télécommunications (planification des réseaux), sécurité, défense, environnement, agriculture (pilotage des cultures), énergie (exploration pétrolière, gaz), compagnies d’assurance, cartographie (cartes satellites et aériennes de haute qualité), et autres.
Quelques produits sont IGIS (Infoterra Geo-Information System), Farmstar, Pixel Factory (outil créant rapidement des cartes de haute qualité à partir de données satellitaires et aériennes).
Par ailleurs, Infoterra détient les droits exclusifs d'exploitation commerciale du satellite radar TerraSAR-X (développé en partenariat avec l'Agence aérospatiale allemande (DLR) et Astrium Gmbh, il possède une résolution d’un mètre).
Ce satellite vient s'ajouter à une gamme complète de capteurs aériens, à un accès aux données acquises par la plupart des capteurs spatiaux, dont les satellites Spot (la société Spot Image étant affiliée à Infoterra au travers des 96 % de son capital détenu par EADS Astrium), FORMOSAT, Ikonos, QuickBird, ENVISAT, et ERS.
Infoterra participe aussi à GMES (European Global Monitoring for Environment and Security - Surveillance globale pour l’environnement et la sécurité de l'Europe), initiative commune de l'Agence spatiale européenne (ESA) et de la Commission européenne (CE), en offrant des services dans trois domaines prioritaires de ce programme : état et suivi des modifications de l'occupation du sol, gestion des risques, et aide humanitaire.
Le chiffre d’affaires total a été de 80 millions d’euros en 2007.
Météo-France, Infoterra France et le groupe BRL ont créé la société PREDICT Services à Montpellier. Cette société propose aux communes un service innovant d'aide à la décision en matière de gestion du risque inondation.
Le slogan de la société (Infoterra - all the geo-information you need) est inspiré de celui d'EADS Astrium (all the space you need).

## Historique
- 1er janvier 2006 création de Infoterra France